# Death Tunnel
Death Tunnel ist ein Horrorfilm aus dem Jahr 2005.

## Handlung
Fünf Studentinnen müssen eine besondere Mutprobe bestehen, um in eine beliebte Verbindung aufgenommen zu werden. Das Motto lautet Truth or Scare und die Regeln sind einfach. Die Prüfung findet im Vanguard Sanatorium statt, das als einer der gruseligsten Orte der Welt gilt. Jedes Mädchen wird auf einer anderen Etage ausgesetzt und sie müssen fünf Stunden in der Nacht aushalten. In der Tuberkulose-Station des ehemaligen Krankenhauses sollen seit 1910 mehr als 63.000 Menschen an der weißen Pest gestorben sein.
Nachdem sie sich von ihren Masken befreit haben, erkunden die verängstigten jungen Frauen, die Kommentare über die Lautsprecheranlage hören, zunächst mal ihre Umgebung, die aus verfallener Einrichtung, ekligen Gegenständen und schockierenden Fotos besteht. Sie versuchen, ihre Mitspielerinnen zu finden, um gemeinsam gegen die Angst zu kämpfen, werden stattdessen aber mit den Geistern der Toten konfrontiert. Die Lage wird dramatisch, als Heather die erste Tote findet.
Elizabeth liegt von Eis bedeckt im Flur und ist erfroren. Kurze Zeit später bewaffnet sich Ashley mit einer Glasscherbe, um ihre Feinde zu töten, und erwischt aus Versehen Devon, die an den Verletzungen stirbt. Richie, der inzwischen von seinen Überwachungsbildschirmen ins Gebäude geeilt ist, trifft zusammen mit Heather auf Ashley. Ashley unterstellt Heather, die bei den Leichen eine Kette mit den Initialen RJV gefunden hat, die beiden anderen Mädchen ermordet zu haben. Aber Richie gesteht, dass sein Großvater Richard James Vanguard damals der Leiter dieses Sanatoriums war. Als Ashley wütend weglaufen will, rennt sie gegen ein Stromkabel und stirbt ebenfalls.
Im Archiv kommen Heather und Richie der Geschichte des Sanatoriums auf die Spur. Da in der damaligen Zeit kaum ein Patient geheilt werden konnte, wurden die Toten heimlich durch einen 150 Meter langen Tunnel entsorgt, um einen positiven Eindruck zu vermitteln. Außerdem wurden Forschungsgelder missbraucht. Richie erzählt, dass die Mutprobe Ashleys Idee war, deren Familie das Sanatorium gehörte. Mehrere Stationsschwestern starben durch Mord und Stromschlag; ein kleines Mädchen erfror. Als Heather und Richie lesen, dass sich eine weitere Schwester durch einen Sprung vom Dach das Leben nahm, geraten sie wegen Tori in Panik, doch sie kommen zu spät.
Nach einem unfreiwilligen Aufenthalt in der Leichenhalle fliehen Heather und Richie durch den Todestunnel. Dabei wird Heather bewusst, dass die Initialen der fünf Studentinnen das Wort DEATH (Tod) bilden. Am Ende des Tunnels offenbart sie Richie die Wahrheit: „Ich starb hier.“

## Kritiken
Laut einer Kritik bei cnet.de „ist der Hauch von nichts, den die zwar attraktiven, aber mäßig talentierten Schauspielerinnen tragen, oft durchsichtiger als die Story. Aber im Vordergrund stehen ohnehin die gruselig gestalteten Geister sowie die Special Effects. Das Grauen kommt in schnellen, Videoclip-ähnlichen Schnitten. So überraschend, dass dem Publikum oft gar keine Zeit bleibt, sich die Augen zuzuhalten.“
Elaine Lamkin, die das Sanatorium nach eigenen Angaben selbst besucht hat, lobt bei bloody-disgusting.com den angedeuteten Horror, der wichtiger sei als blutige Effekte: „We do see the aftereffects but for those looking for hardcore blood and guts, you won’t find it here. It’s more the sense of foreboding and menace and “what’s around the corner?” in this movie that makes it so creepy.“ Das geringe Budget werde durch den schaurigen Ort der Handlung ausgeglichen: „I thought this was quite a well-done film for having such a low budget (reportedly around $1 million) but then again, you just can’t beat a film set in a haunted, abandoned asylum.“

## Hintergrund
Als Kulisse für das Vanguard Sanatorium diente das ehemalige Waverly Hills Sanatorium. Das 1910 in Louisville, Kentucky, errichtete Gebäude diente als Sondereinrichtung zur Behandlung von Tuberkulose-Patienten. Jefferson County hatte zu dieser Zeit eine der höchsten Tuberkulose-Raten des Landes, was zu einer allmählichen Erweiterung des Sanatoriums führte. Da man befürchtete, dass sich der Anblick von Leichenwagen schlecht auf die Moral der Patienten auswirken könnte, wurden verstorbene Patienten durch einen Dampftunnel abtransportiert. 1961 wurde das Sanatorium aufgrund der nun geringen Patientenzahl geschlossen und ein Jahr später als Privatklinik wiedereröffnet. 1981 wurde die Einrichtung wegen mangelhafter Patientenbehandlung vom Staat endgültig geschlossen und steht seitdem leer. Die Produzenten von Death Tunnel widmen den Film den verstorbenen Patienten des Sanatoriums (im Abspann: „Dedicated to all the Lost Souls of Waverly Hill Sanatorium. May You All Find Your Way Home!“).
Das Gebäude gilt heute als Spukhaus und dient als eine Art Wallfahrtsort für Anhänger paranormaler Aktivitäten und okkulter Rituale. Gruselgeschichten um den Tunnel oder den im fünften Stock befindlichen Raum 502, in dem angeblich mehrere Selbstmorde stattgefunden haben sollen, waren bereits Gegenstand einiger US-amerikanischer TV-Sendungen.